# Anapisona
Anapisona is een geslacht van spinnen uit de  familie van de Anapidae (Dwergkogelspinnen).

## Soorten
- Anapisona aragua Platnick & Shadab, 1979
- Anapisona ashmolei Platnick & Shadab, 1979
- Anapisona bolivari Georgescu, 1987
- Anapisona bordeaux Platnick & Shadab, 1979
- Anapisona furtiva Gertsch, 1941
- Anapisona guerrai Müller, 1987
- Anapisona hamigera (Simon, 1897)
- Anapisona kartabo Forster, 1958
- Anapisona kethleyi Platnick & Shadab, 1979
- Anapisona pecki Platnick & Shadab, 1979
- Anapisona platnicki Brignoli, 1981
- Anapisona schuhi Platnick & Shadab, 1979
- Anapisona simoni Gertsch, 1941